# Zanclognatha pedipilalis
Zanclognatha pedipilalis là một loài bướm đêm thuộc họ Noctuidae. Loài này có ở miền đông Bắc Mỹ, từ Nova Scotia phía nam đến Florida và Mississippi, phía tây đến Alberta và Kansas.
Sải cánh dài 24–30 mm. Con trưởng thành bay từ tháng 5 đến tháng 8. There is one generation in the north, with a partial second brood in Connecticut. There are two broods in Missouri và multiple generations in Florida.
Ấu trùng ăn lá cây của rừng lá rụng mùa đông.